# Хан, Гурий Борисович
Гурий Борисович Хан (род. 27 мая 1931, Уссурийск, Приморский край, РСФСР, СССР) — советский и казахский учёный, общественный деятель, доктор философских наук (1987), профессор (1988).

## Биография
Родился 27 мая 1931 года на станции Пуциловка Никольско-Уссурийского района Приморский край РСФСР.
В 1954 году окончил Казахский государственный университет.
С 1954 по 1959 годы — Руководитель лекторской группы Талдыкорганского обкома партии.
С 1959 по 1962 годы — Лектор Алма-Атинского обкома партии.
С 1963 по 1969 годы — Лектор отдела пропаганды и агитации ЦК КП Казахстана.
С 1969 по 1994 годы — Заведующий кафедрой Алматинской высшей партийной школы.
С 1994 года — Профессор кафедры международного права, заведующий кафедрой международного права, специалист в области философии и политологии Казахского государственного юридического университета.
В 1987 году защитил учёное звание доктора философских наук, тема диссертации: «Диалектика внешних и внутренних условий современной национально-демократической революции».
В 1988 году присвоено учёное звание профессора философских наук.
Автор более 100 научных публикаций и 4 монографии и др.
Основные научные работы: «Пути развития освободившихся стран», «Внешние и внутренние условия современной национально-демократической революции», «Прошлое и настоящее корейцев Казахстана» и др.
Член Ассамблеи народов Казахстана (с 1995 года).

## Награды и звания
- СССР
- Медаль «За трудовую доблесть»
- Медаль «За трудовое отличие»
- Медаль «За освоение целинных земель»
- Медаль «В ознаменование 100-летия со дня рождения Владимира Ильича Ленина» (1970)
- Медаль «Ветеран труда»
- Почётная грамота Верховного Совета Казахской ССР
- Казахстан
- 1997 — Орден Достык ІІ степени из рук президента Республики Казахстан.
- 1998 — Медаль «Астана»
- 2001 — Медаль «10 лет независимости Республики Казахстан»
- нагрудный знак «Отличник народного просвещения Казахской ССР» и др.